# Aeroflot-Flug 120
Am 13. Dezember 1959 verunglückte eine Iljuschin Il-14 auf dem 2. Abschnitt des internationalen Aeroflot-Fluges 120 von Kabul über Termiz nach Taschkent, wobei alle 30 Insassen starben.

## Flugzeug und Insassen
Das Flugzeug war eine Iljuschin Il-14P (Luftfahrzeugkennzeichen: CCCP-91577, Fabriknummer: 147001416), die ab dem 17. Mai 1957 bis zum Unfall 3029 Flugstunden absolviert hatte.
Die Besatzung bestand aus Flugkapitän Anatoli Nikolajewitsch Wischnjakow, dem Ersten Offizier  Wassili Alexejewitsch Miroschnitschenko, dem Flugingenieur Wassili Wassiljewitsch Swjatkin, dem Funker Nikolai Polikarpowitsch Rasumow und der Flugbegleiterin Walentina Alexejewna Golewa.
Unter den Passagieren waren sowjetische Militärangehörige mit Familienmitgliedern sowie 2 Bürger Chinas und 3 Westdeutschlands.

## Unfall und darauffolgende Suche
Alle Zeiten in Moskauer Zeit
Nach der Zwischenlandung in Termiz, hob die Il-14 um 9:02 Uhr wieder ab. Laut Wettervorhersage sollte entlang der Flugstrecke der Himmel bewölkt (7/10) sein mit Stratocumuluswolken auf 2.000–2.500 m und zerrissenen Cumuluswolken auf 300–500 m. Die Sichtweite sollte 4–10 km betragen und zudem sollte es schneien.
Nach dem Start flogen die Piloten nach Norden und stiegen auf 3.600 m. Zuletzt meldeten sie um 9:27 Uhr den Überflug von Derbent im Sichtflug. Um 9:28 Uhr verschwand das Flugzeug in den Bergen vom Radar.
Trotz einmonatiger Suche wurden keine Spuren gefunden. Erst am 19. Januar 1960 erklärte die sowjetische Botschaft in Kabul das Flugzeug für vermisst. Schließlich fanden die Piloten einer Mi-1 (CCCP-66912) am 2. Juni 1960 zufällig im Baysun-Tau-Gebirge das Wrack 40–50 km weit von der geplanten Flugstrecke entfernt auf einer Höhe von 3.501 m.
Vor dem Absturz hatte die linke Tragfläche in 3.700 m Höhe die südöstliche Steilflanke des Bergs Kuschtang bei einer Neigung von 45–60° gestreift. Die Trümmer rutschten die Steilflanke bis an den Fuß herunter.

## Ursache
Die Ermittler kamen zum Schluss, dass die Piloten absichtlich von der vorgesehenen Flugstrecke abwichen, um diese abzukürzen, indem sie über Derbent flogen. Da sie zudem den Wind nicht bedacht hatten, driftete das Flugzeug ins Gebirge ab und prallte gegen einen der wolkenverhüllten Berge. Trotz der Bergketten und der Wolken flogen sie auf Sicht. Darüber hinaus unternahm die Flugverkehrskontrolle keine Versuche, die Maschine wieder auf Kurs zu bringen.